# Hertzsprung-Russellov dijagram
Hertzsprung-Russellov dijagram (poznat pod kraticama HRD ili HR dijagram) je dijagram koji pokazuje odnose između apsolutnog sjaja, boje i temperature zvijezda. Dijagram su prvi kreirali Ejnar Hertzsprung i Henry Norris Russell oko 1910. godine. Otkriće dijagram dovelo je do velikog napretka u razumijevanje evolucije zvijezda.

## Značaj
HR dijagram služi za definiranje različitih tipova zvijezda i teoretsko predviđanje evolucije zvijezda pomoću računala i promatranja dotičnih zvijezdi.
HR dijagram znanstvenici koriste da bi odredili udaljenost skupova zvijezda. To se može učiniti uspoređivanjem prividnog sjaja i apsolutnog sjaja referentnih zvijezda čija je udaljenost i sjajnost dovoljno precizno određena. Razlika između prividnog i stvarnog sjaja daje modul udaljenosti iz kojeg se može izračunati udaljenost. 
Izradom HR dijagrama za neki skup zvijezda moguće je odrediti njegovu starost. Ako se većina zvijezda nekog skupa nalazi na glavnom nizu onda je skup mlad. Ako postoje zvijezde u gornjem desnom kutu, među divovima, onda je skup umjerene starosti jer sadrži zvijezde u naprednijem evolucijskom stadiju. U slučaju da se znatan broj zvijezda skupa nalazi među bijelim patuljcima onda je skup veoma star jer su neke zvijezde proživjele cijeli evolucijski ciklus.